# Pietro Colonna
Pietro Colonna (ur. ok. 1260, zm. 7 stycznia 1326) – włoski duchowny, kardynał.

## Życiorys
Pochodził z rzymskiego arystokratycznego rodu Colonna. Był bratankiem kardynała Giacomo Colonna, dzięki którego protekcji również został powołany do Kolegium Kardynałów w maju 1288, otrzymując od ówczesnego papieża Mikołaja IV tytuł kardynała-diakona Sant’Eustachio. Sygnował bulle papieskie między 3 września 1288 a 21 czerwca 1295. Otrzymał szereg beneficjów w diecezji rzymskiej m.in. kościoły SS. Sergio e Bacco i S. Pietro in Vincoli. Uczestniczył w papieskiej elekcji 1292-1294 i konklawe 1294.
W 1297 wybuchł konflikt między papieżem Bonifacym VIII a rodem Colonna, który sprzymierzył się wówczas z królem Francji Filipem Pięknym. Bonifacy VIII zażądał wówczas od Colonnów wydania posiadanych przez nich fortec, a wobec odmowy, w dniu 10 maja 1297 ekskomunikował przywódców rodu i deponował ze stanowisk kościelnych obydwu jego przedstawicieli w Kolegium Kardynalskim tj. Pietro i jego wuja Giacomo. W odpowiedzi ogłosili oni manifest obwiniający Bonifacego VIII o śmierć jego poprzednika Celestyna V i bezprawność jego wyboru. Papież wezwał wówczas do krucjaty, zakończonej zniszczeniem Palestriny, jednego z centrów rodowych.
Po śmierci Bonifacego VIII Pietro i Giacomo zostali wykluczeni z udziału w wyborze następcy z uwagi na ciążące na nich ekskomuniki. Wybrany wówczas Benedykt XI cofnął wprawdzie nałożone na nich kary kościelne, ale na pełną rehabilitację musieli czekać aż do wyboru Klemensa V w 1305. 15 grudnia 1305 Pietro został ponownie mianowany kardynałem diakonem, choć bez przypisanego kościoła tytularnego. Objął też funkcję archiprezbitera bazyliki laterańskiej (7 lutego 1306). Sygnował bullę Klemensa V z 20 lipca 1307. Uczestniczył w Konklawe 1314–1316. Wybrany wówczas papież Jan XXII nadał mu kościół tytularny Sant’Angelo in Pescheria (2 marca 1317) i mianował go archiprezbiterem bazyliki Matki Bożej Większej (16 sierpnia 1318). Podpisał przywilej papieża Jana XXII dla opactwa w Krzeszowie z 23 maja 1318.
Pietro Colonna zmarł w Awinionie w wieku około 65 lat.